# Pan (animal)
Pan es un género de primates homínidos que comprende las especies Pan troglodytes (chimpancé o jocó) y Pan paniscus (bonobo). Por estudios de genética e inmunología se ha podido datar la divergencia entre su línea evolutiva y la de Gorilla hace 7-8 millones de años y de la de Homo hace unos seis millones de años. Las dos especies actuales se separaron de un último ancestro común hace unos dos millones de años, tras quedar aisladas una de la otra por el río Congo. Los seres humanos comparten el 98-99 % del genoma con chimpancés y bonobos.
Al contrario que su historia genética, el registro fósil de los chimpancés y bonobos es por ahora un misterio. Solo se conocen algunos dientes hallados recientemente en la zona este del Gran Valle del Rift, pertenecientes a Pan troglodytes u otra especie de Pan aún innominada, que tienen una antigüedad de 500 000 años. En aquella época esa zona de África oriental ya era una sabana, mientras que estos animales solo se encuentran actualmente en las selvas de África occidental.

## Chimpancé y bonobo: comparación
El chimpancé (P. troglodytes), que vive al norte del río Congo, y el bonobo (P. paniscus), que vive al sur del mismo, se consideraban antes la misma especie, pero desde 1928 se reconocen como distintas. Además, P. troglodytes se divide en cuatro subespecies, mientras que P. paniscus no se divide. Según la secuenciación del genoma, estas dos especies existentes de Pan divergieron hace aproximadamente un millón de años.
Las diferencias más obvias son que los chimpancés son algo más grandes, más agresivos y dominados por los machos, mientras que los bonobos son más gráciles, pacíficos y dominados por las hembras. Su pelo suele ser negro o marrón. Machos y hembras difieren en tamaño y aspecto. Tanto los chimpancés como los bonobos son de los grandes simios más sociables, con vínculos sociales que se dan en grandes comunidades. La fruta es el componente más importante de la dieta de un chimpancé, pero también comen vegetación, corteza, miel, insectos e incluso otros chimpancés o monos. Pueden vivir más de treinta años tanto en libertad como en cautividad.

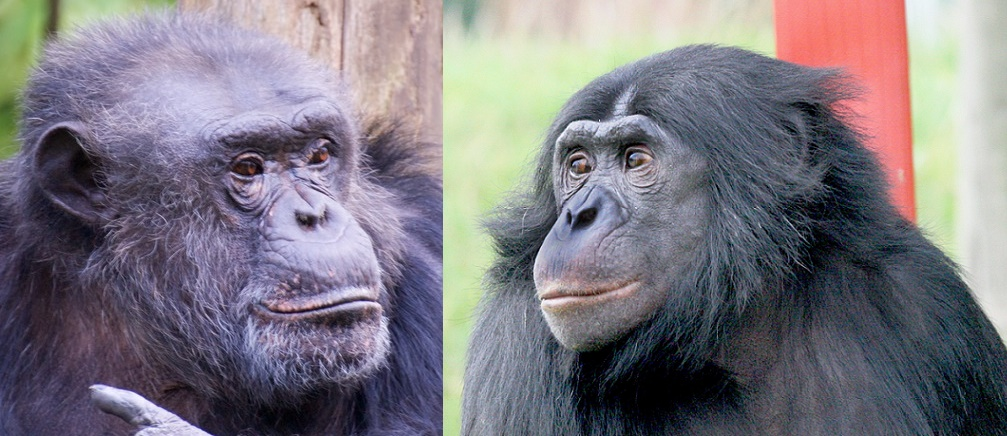
Chimpancé (Pan troglodytes) (izquierda) y bonobo (Pan paniscus) (derecha)

Los chimpancés y los bonobos son los parientes vivos más cercanos de la humanidad. Como tales, se encuentran entre los primates más inteligentes y de mayor cerebro: utilizan diversas herramientas sofisticadas y construyen elaborados nidos para dormir cada noche con ramas y follaje. Su capacidad de aprendizaje ha sido ampliamente estudiada. Incluso puede haber culturas distintivas dentro de las poblaciones. Los estudios de campo de Pan troglodytes fueron iniciados por la primatóloga Jane Goodall. Ambas especies de Pan se consideran en peligro de extinción, ya que las actividades humanas han causado graves descensos en las poblaciones y áreas de distribución de ambas especies. Entre las amenazas que se ciernen sobre las poblaciones salvajes de panina se encuentran la caza furtiva, la destrucción del hábitat y el comercio ilegal de mascotas. Varias organizaciones de conservación y rehabilitación se dedican a la supervivencia de la especie Panina en estado salvaje.

## Evolución del género Pan
El género Pan se considera parte de la subfamilia Homininae, que engloba también al género Homo. Las dos especies de chimpancé son las más cercanas a Homo sapiens entre las actuales. Mediante la comparación del genoma humano con el del chimpancé, se ha determinado que el ancestro común de las tres especies existió hace unos cinco a siete millones de años, y la divergencia entre el chimpancé común con el bonobo se produjo hace unos dos millones de años.
La divergencia con el género Gorilla tuvo lugar hace aproximadamente 10 millones de años, mientras que la del linaje de los orangutanes de hace doce a catorce millones de años, y la de los gibones se separó hace más de quince millones de años.
El examen conjunto de los genomas del gorila, el chimpancé y el ser humano demuestra que los dos últimos son más similares en un 70 % del genoma, pero en el 30 % restante presentan más parecidos con las secuencias correspondientes del gorila que con las mutuas. Esta separación incompleta de linajes podría ser un efecto del corto tiempo transcurrido, en términos relativos, entre la divergencia de las tres especies. También podría deberse en parte a cruces entre los ancestros de los gorilas y los de los seres humanos por un lado, y los de los chimpancés por otro, en tiempos antiguos.

### Genoma
En el 2002, el Instituto Nacional para la Investigación del Genoma Humano (NHGRI), fundado por los Institutos Nacionales de la Salud estadounidenses, aprobaron la secuenciación del genoma de Pan troglodytes. La meta de este proyecto es entender mejor cuál es la base genética de las diferencias entre los seres humanos y otras especies. En diciembre de 2003 se anunció la obtención de la primera secuencia y su alineación con el genoma humano. En 2005 la revista Nature publicó un artículo con los primeros resultados del análisis de los dos genomas; los genes que han evolucionado más rápidamente desde la separación de las especies son aquellos relacionados con la reproducción y la defensa del organismo. Las diferencias entre las secciones equivalentes de los genomas son pequeñas, alrededor de un 1,24 %, aunque el porcentaje aumenta considerablemente, hasta un 5 o un 10 % si se tienen en cuenta las secciones duplicadas del genoma. Se sospecha que una gran parte de las diferencias fenotípicas y de comportamiento entre las especies se deben más a factores reguladores de los genes que a la secuencia exacta de estos.
Un estudio de octubre de 2016 demostró que los chimpancés y los bonobos tuvieron hibridación (se cruzaron) en dos ocasiones. Hace unos quinientos mil años, los bonobos se cruzaron con el grupo que originó los actuales chimpancés centrales y orientales. La segunda hibridación ocurrió hace unos doscientos mil años. Como resultado, algunas subespecies de chimpancé actuales llevan hasta un 1 % de ADN bonobo.

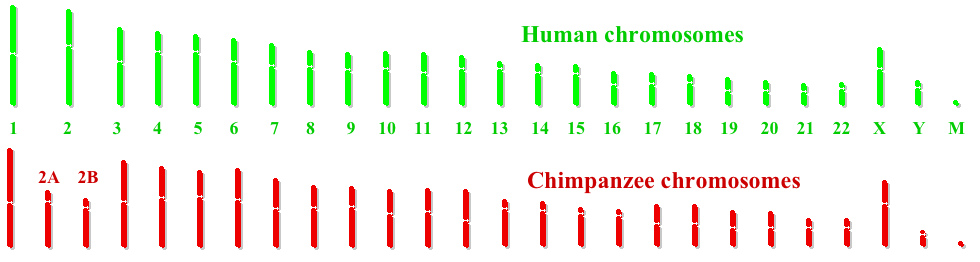
Genomas humano y de chimpancé. M es el ADN mitocondrial.

### Registro fósil
A pesar de que se han encontrado numerosos restos fósiles de humanos, no se descubrieron fósiles de chimpancé sino hasta el 2005. Las poblaciones existentes de chimpancés y bonobos en África Central y del Oeste no se superponen con la mayoría de los fósiles humanos encontrados en África del Este. Sin embargo, recientemente se han encontrado algunos fósiles de chimpancé en Kenia. Esto indicaría que tanto los humanos, como los miembros del género Pan coexistieron durante el Pleistoceno Medio en el África del Este.

## Alimentación

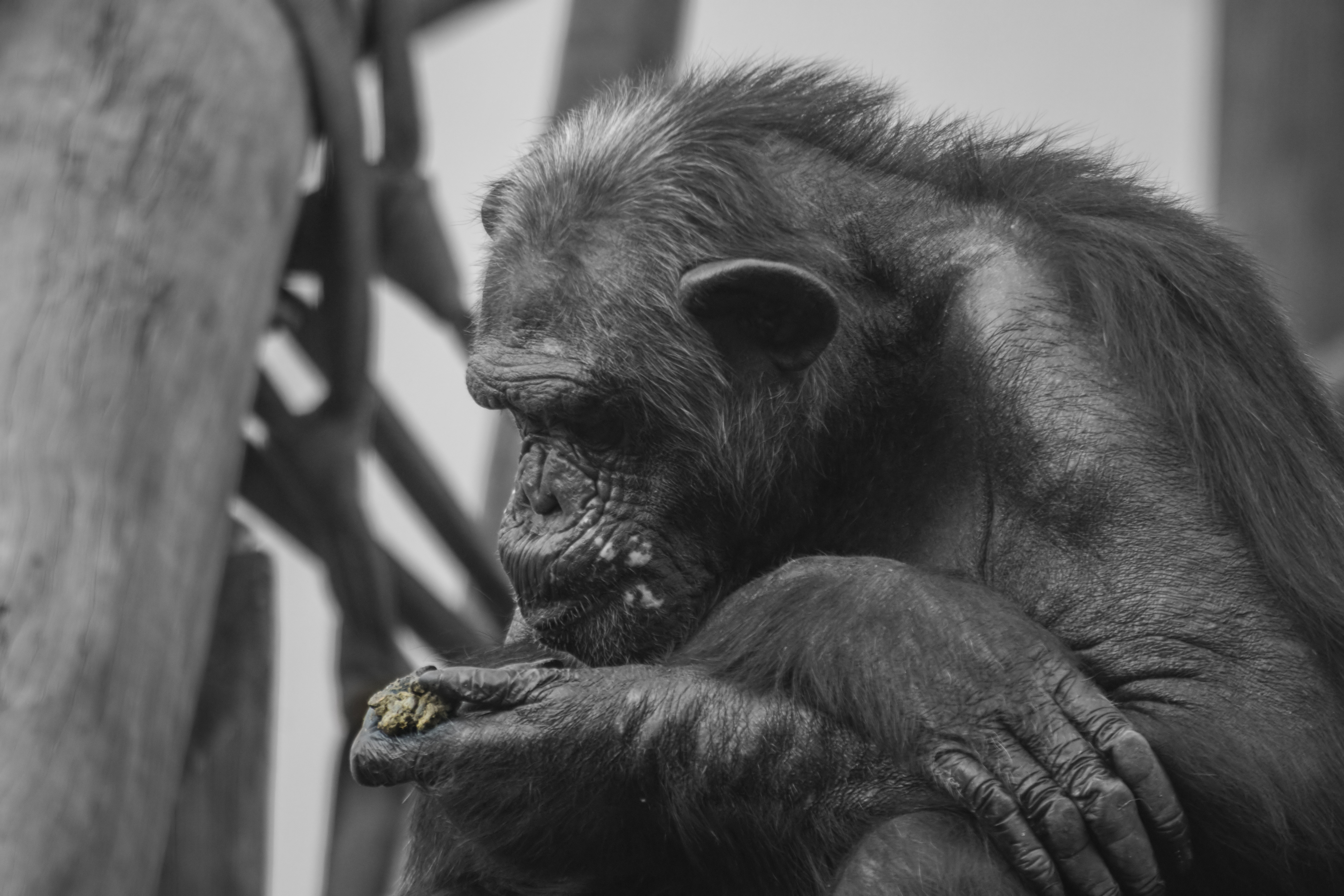
La coprofagia es habitual en los chimpancés

Durante mucho tiempo, los científicos creyeron que la dieta de los chimpancés consistía únicamente de frutas, hojas, nueces, raíces e insectos. Después descubrieron que también cazan pequeños vertebrados y otros primates (principalmente los monos colobos rojos y los gálagos) e incluso matan a chimpancés de otras familias. Cazan de forma cooperativa: por ejemplo, mientras uno persigue a un primate distinto por los árboles, otro obstruye la ruta de escape y un tercero lo espera para emboscarlo.

## Etología

### Inteligencia
Los chimpancés poseen estrategias de caza sofisticadas que requieren cooperación. Son conscientes de su estatus social y son manipuladores, capaces de engañar. Pueden aprender a usar símbolos y pueden entender aspectos del lenguaje humano, incluso algunas relaciones sintácticas y conceptos de números y numeración. Son capaces de planear espontáneamente el futuro cercano. Sin embargo, no pueden hablar tal cual como lo hacen los humanos ya que en su cerebro carecen de circuitos neuronales a tal efecto aun cuando estudios recientes demuestran lo contrario.Por lo que sólo emiten chillidos.

### Uso de herramientas
Uno de los descubrimientos más importantes fue en octubre de 1960 cuando Jane Goodall observó el uso de herramientas entre los chimpancés. Investigaciones recientes indican que el chimpancé usaría herramientas de piedra desde hace por lo menos 4300 años. También se ha reportado la utilización de palos largos para cavar en los termiteros y palos pequeños que modifican en un extremo para poder sacar y capturar termitas. En 2007 se registró el uso de herramientas avanzadas; como lanzas que afilan con los dientes y las usan para ensartar gálagos de Senegal en los huecos de los árboles. Antes del descubrimiento del uso de herramientas por parte de los chimpancés se creía que los seres humanos eran los únicos que las utilizaban; hoy se sabe que son varias las especies que también las utilizan.

### Uso del humor
Un extenso grupo de primatólogos llevó a cabo un estudio detallado, grabando extensas horas de interacciones entre jóvenes de las cuatro especies de grandes simios en varios zoológicos y centros de investigación. Los resultados, publicados en la revista científica Proceedings of the Royal Society B, revelaron alrededor de 500 interacciones sociales no violentas, de las cuales unas 140 fueron catalogadas como bromas, mofas o burlas.
Una conclusión destacada fue que los adultos rara vez son los instigadores de estas interacciones jocosas, siendo mayormente los jóvenes quienes las inician. Además, se observó una tendencia en los chimpancés a ser los más juguetones, seguidos por orangutanes, bonobos y, en menor medida, los gorilas. Entre las conductas más comunes se encuentran empujar, golpear, quitar objetos o comida, siempre manteniendo la mirada en la víctima, lo que sugiere una intención de provocar una reacción o al menos captar la atención.
Los provocadores suelen retirarse tras sus acciones, pero continúan observando a su objetivo. Las respuestas de las víctimas varían, desde la ignorancia hasta respuestas leves de agresión, aunque la paciencia es la respuesta más común. Este estudio, liderado por Erica Cartmill de la Universidad de California, Los Ángeles, arroja luz sobre las complejas interacciones sociales y el sentido del humor en los grandes simios, evidenciando similitudes notables con el comportamiento humano.